# Akuammicina
Akuammicina es un alcaloide que se encuentra en Vinca minor y Aspidosperma. Su fórmula molecular es C20H22N2O2.